# DOS Protected Mode Interface
En computación, DOS Protected Mode Interface o DPMI (Interfaz de Modo Protegido para DOS) es una especificación introducida, en 1989, que permite un programa de DOS ejecutarse en modo protegido, permitiendo así el acceso a muchas posibilidades del procesador que no están disponibles en modo real.
Fue desarrollada inicialmente por Microsoft para Windows 3.0, a pesar de que Microsoft más tarde dio control sobre la especificación a un comité de industria. Casi todos los extensores de DOS se basan en DPMI, y permiten a los programas de DOS acceder a toda la memoria disponible en la PC y ejecutarse en modo protegido.
Un servicio DPMI puede ser de 16-bit, 32-bit, o "universal". Puede ser provisto por el sistema operativo anfitrión (virtual DPMI host) o por un extensor de DOS (DOS extender), como DOS/4GW, DOS/32A, CWSDPMI o HDPMI.